# Patagotitan mayorum
Patagotitan ("Patagonský titán"), dříve neformálně označovaný jako "obří titanosaurus z Patagonie" či "obří titanosaurus z provincie Chubut", byl rod gigantického sauropodního dinosaura ze skupiny titanosaurů (klad Lognkosauria).

## Popis
Žil v období počínající pozdní křídy (geologický stupeň cenoman, asi před 100 až 95 miliony let) na území dnešní argentinské Patagonie (provincie Chubut, geologické souvrství Cerro Barcino). Objev dinosaura byl v médiích oznámen v květnu roku 2014 a pod vědeckým jménem Patagotitan mayorum byl formálně popsán v průběhu roku 2017.
Nápadný je pro svůj relativně dobrý stav zachovaní a početnost jednotlivých částí kostry (celkem bylo odkryto sedm fragmentárně zachovaných jedinců a zhruba 150 fosilních kostí), zejména pak ale jeho obří rozměry, které z něj činí jednoho z největších známých sauropodů (a tím i suchozemských živočichů) vůbec.

## Rozměry

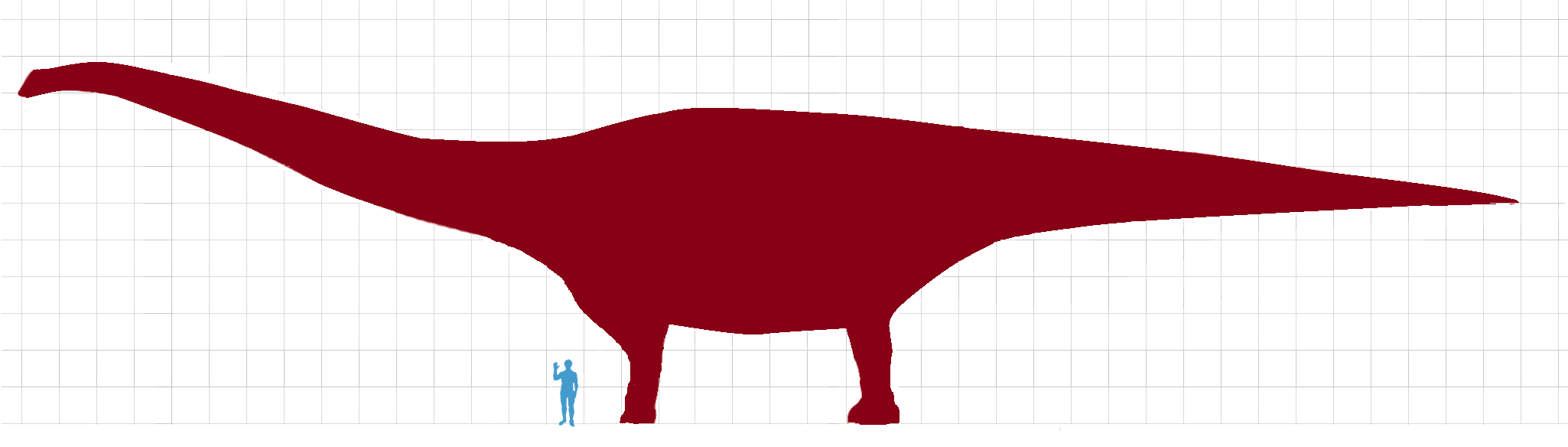
Velikostní srovnání patagotitana s postavou dospělého člověka.

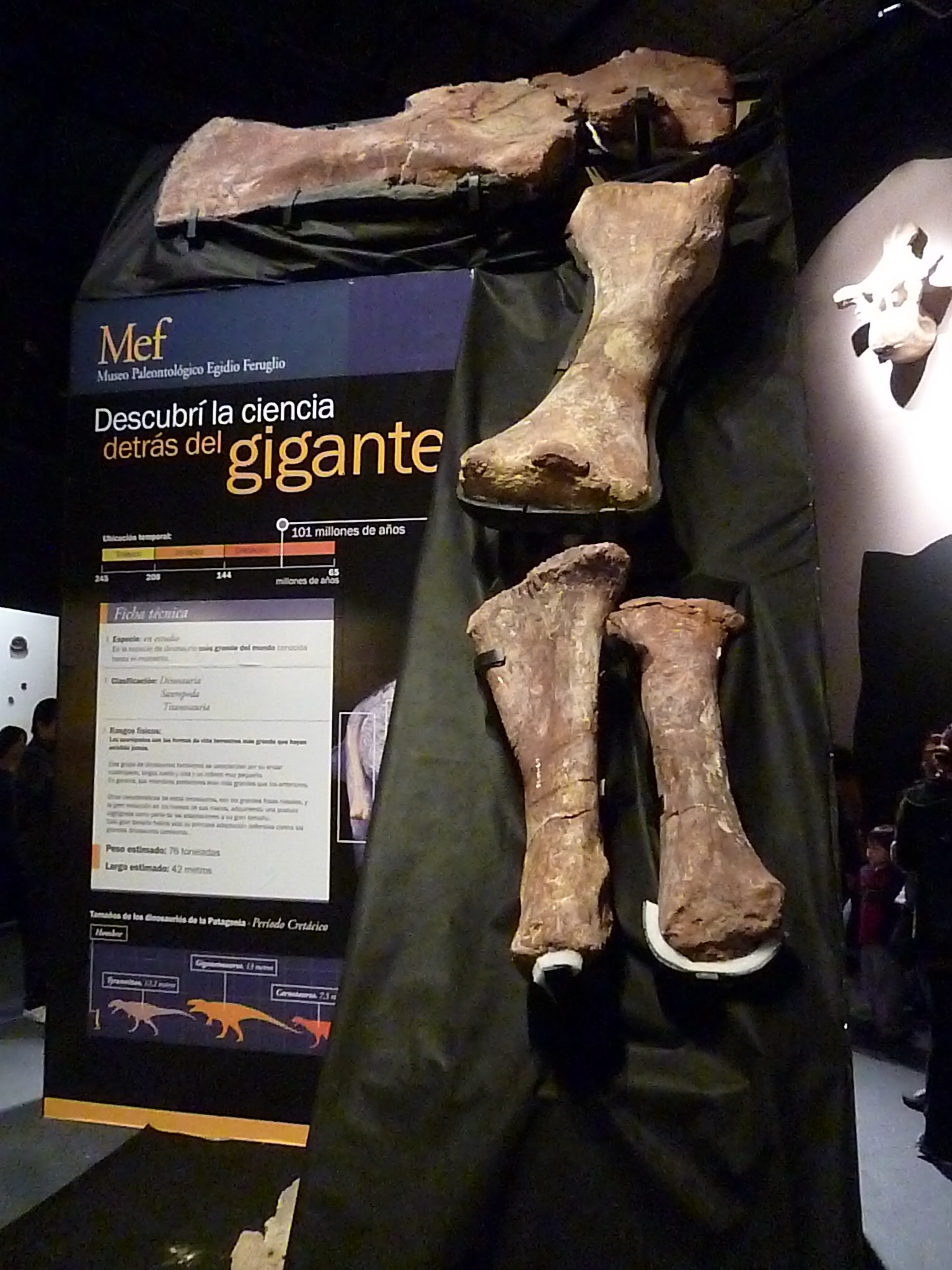
Obří zkameněliny končetiny patagotitana.

Na délku měřil dospělý jedinec asi 37 metrů, na výšku měl "v ramenou" 6 metrů; odhady hmotnosti kolísají mezi 63 až 77 tunami, čímž se tento sauropod výrazně blíží i velikosti dalších obřích titanosaurů, jako jsou rody Puertasaurus nebo Argentinosaurus, a byl by tak jedním z největších známých sauropodů vůbec. Navíc jsou na zkamenělých kostech, z nichž vědecký popis a odhady rozměrů vycházejí, přítomné stopy po tom, že ještě možná nebyly kompletně dorostlé.
V roce 2019 odhadl americký badatel Gregory S. Paul podrobným rozborem a zhodnocením dosud využitých metod stanovování objemu a hmotnosti těla různých sauropodů celkovou tělesnou hmotnost patagotitana na 50 až 55 metrických tun (zhruba o 10 až 20 tun méně než u argentinosaura).
Vědecká studie publikovaná v září roku 2020 klade patagotitanovi hmotnost (dle dvou základních metod odhadu) v rozmezí 55 681 až 69 917 kilogramů.
Revidované údaje o osteologii patagotitana poskytly nový odhad hmotnosti tohoto dinosaura, a to v rozmezí 42 a 71 tun, s průměrnou hodnotou 57 tun. Tento údaj je již v lepší shodě s dříve získanými volumetrickými (objemovými) odhady.
Podle další studie z roku 2020 činil objem hlavy, krku a trupu tohoto dinosaura asi 160, 6362 a 40 242 litrů, resp. Celková hmotnost patagotitana pak vychází asi na 60 092 kilogramů.

## Slavné repliky
Replika kostry byla počátkem roku 2016 smontována a slavnostně odhalena v Americkém přírodovědeckém muzeu v New Yorku. Měří 37,2 metru na délku a samotná stehenní kost dinosaura je dlouhá 2,4 metru. Dne 1. června 2018 byla replika kostry patagotitana s přezdívkou "Maximo" odhalena veřejnosti v chicagském Field Museum.